# Rigadin aux Balkans
Pour plus de détails, voir Fiche technique et Distribution.
Rigadin aux Balkans est un film muet français réalisé par Georges Monca, sorti en 1912.

## Fiche technique
- Titre : Rigadin aux Balkans
- Réalisation : Georges Monca
- Scénario : Jacques de Choudens, Charles Torquet
- Photographie :
- Montage :
- Société de production : Pathé Frères
- Société de distribution : Pathé Frères
- Pays d'origine :  France
- Langue : film muet avec les intertitres en français
- Métrage : 330 mètres
- Format : Noir et blanc — 35 mm — 1,33:1 — Muet
- Genre :  Comédie
- Durée : 11 minutes
- Dates de sortie : 
  - France : 27 décembre 1912

## Distribution
- Charles Prince : Rigadin
- Yvonne Maëlec : la jeune femme
- Ferdinand Zecca : dans son propre rôle
- Amélie Diéterle
- Gabrielle Debrives